# 穂瑞沙羅華の課外活動
『穂瑞沙羅華の課外活動』（ほみずさらかのかがいかつどう）は、機本伸司によるSF小説のシリーズ。処女作『神様のパズル』（2002年）の直接の続編で、2009年から2017年までに以下の全5作が、いずれも角川春樹事務所（ハルキ文庫）から刊行されている。
1. パズルの軌跡 （2009年）
2. 究極のドグマ （2011年）
3. 彼女の狂詩曲 （2013年）
4. 恋するタイムマシン（2016年）
5. 卒業のカノン（2017年）

なお、『神様のパズル』の直接の続編ではないスピンオフ作品として、本シリーズ以前に『神様のパラドックス』（2008年）も書かれている。

## パズルの軌跡

### あらすじ
2029年春。前作『神様のパズル』における事件の後大学を卒業し、どうにか就職を果たした綿貫基一の元に、ベンチャー企業「ネオ・ピグマリオン」の社長・樋川からメールが届く。樋川は、量子コンピュータを使ったメンタルヘルス事業の他に、資産家の子息たちの失踪事件の捜索まで請け負っていた。捜索に不可欠な量子コンピュータの性能向上のため開発者である穂瑞沙羅華に綿貫を通じて協力を求めてきたのである。沙羅華に再会する口実にと、樋川の申し出を受けた綿貫だったが、今は普通の女子高生としての生活を送っている沙羅華に協力を拒まれてしまう。しかし彼女が、ただ普通の女子高生を演じているだけと綿貫に見抜かれ「おまえは、本当に幸せなのか?」という追及を受けて渋々ながら協力に応じる。

### 登場人物
綿貫基一（わたぬき もとかず）
本作の主人公。この春に大学を卒業し、地元企業へ就職したばかり。沙羅華の数少ないメル友の仲だが、卒業後会ったのはこれが初めて。何度も「恋愛対象にはならない」と言われているが未だに諦めておらず彼女を始め、守下やノアスの園の参加者に下心見え見えで近づき、隙あらば恋に落ちたいと思い動いてしまう。
穂瑞沙羅華（ほみず さらか）
人工授精により誕生した天才児。前作の後「普通の女子高生として生活する事」が目的で高校に転入しているため親と友達の前では無理に普通を演じ、学校では知っている事を授業で延々と聞かされる今の状況を少し後悔している。事件中に元の性格と口調に戻るが、本人曰く「ジキルとハイド」のような二面性を持っている訳ではない。
樋川晋吾（ひかわ しんご）
ベンチャー企業「ネオ・ピグマリオン」社長。事件解決後、量子コンピューターは自分たちだけでは手に余るものと結論し、唯一応じてくれる沙羅華の交渉役として綿貫、オブザーバーに沙羅華を会社に引き入れる。
守下麻里（もりした まり）
「ネオ・ピグマリオン」社員。
ノアスの園
無限加速器を使い、真理を得た完全な人間にさせようとする集団。
沙羅華の兄
沙羅華の幼児期に人工授精で生まれた同父異母の兄。すでに死んだことになっているが、彼が事件に関係していると沙羅華は睨んでいる。

## 究極のドグマ

### あらすじ
ネオ・ピグマリオンに無事入社できた綿貫と、入れさせられた沙羅華。しばらく経っても会議に出席するだけでなにもしない沙羅華に、樋川は猜疑心を持ち、「量子コンピューターによる実績を出してほしい。」と命令されて沙羅華は依頼を受けることになる。しかし沙羅華は、依頼された多くの未解決事件や重大凶悪事件に見向きもせず、ある老婆から依頼された猫探しを引き受けた。

## 彼女の狂詩曲

### あらすじ
巨大加速器むげんは稼動以来、新しい発見を見出せず、税金の無駄遣いを指摘され、事業仕分けの対象とされてしまった。沙羅華は対象回避の新発見は難しいとしながらも、仕分け回避に協力する。その作戦とは、沙羅華のアイドルデビューだった。